# Batalla de Saint-Aubin-du-Cormier
La batalla de Saint-Aubin-du-Cormier se libró el 28 de julio de 1488 en Saint-Aubin-du-Cormier entre las tropas del rey de Francia y las del duque de Bretaña Francisco II y sus aliados, Juan IV de Rieux (mariscal de Rieux), el duque de Orleáns (futuro Luis XII de Francia), el príncipe de Orange (Juan IV de Chalon-Arlay) y Alano de Albret. La derrota de estos últimos supuso el último acto de la llamada «guerra loca», guerra de tipo feudal en la que parte de la alta nobleza francesa pretendía aprovechar un período de regencia para obtener beneficios a costa del poder real, al que protegía la regente Ana de Francia en nombre de su hermano pequeño Carlos VIII.

## Antecedentes
Pueden citarse varios hechos que confluyen entre las causas de la batalla de Saint-Aubin-du-Cormier. 
En primer lugar, es una consecuencia de las revueltas de la pequeña nobleza y de las ciudades de Bretaña durante el reinado de Francisco II de Bretaña: su administración deficiente y en ocasiones corrupta, que además dejaba muchas veces abandonada para interesarse en la política exterior del ducado, había provocado frecuentes encontronazos, además de que la alta nobleza bretona (casi toda ella vinculada feudalmente ya al reino de Francia por sus posesiones al otro lado de lo que ya era una tenue frontera) sentía cada vez mayor frustración por ser postergada en los asuntos del reino. Una de las constantes revueltas se inició en el mes de marzo de 1487, cuando unos sesenta nobles bretones reunidos en casa de Francisca de Dinan en Châteaubriant llamaron en su ayuda a la regente de Francia para que expulsara a los consejeros del duque. La regente, a través de André d'Espinay, arzobispo de Burdeos, que era de origen bretón, prometió la ayuda de 4.000 hombres a los facciosos, con el doble objetivo de debilitar el poder ducal y de lograr la expulsión de la corte bretona del conde de Dunois y de otros exiliados franceses.
Por lo demás, la regente francesa Ana de Francia estaba a su vez en conflicto con diversos señores rebeldes a su autoridad, en especial desde la convocatoria a los Estados Generales de 1484, momento en el que actuaron contra la regencia.
Para terminar, el duque Francisco II de Bretaña intenta preservar la independencia del ducado de Bretaña, que estaba en peligro desde sus derrotas de años anteriores. Las múltiples promesas de concesión de la mano de su hija Ana, heredera del Ducado (su mano se había prometido en primer lugar a Maximiliano de Austria, luego a Alano de Albret, después a Eduardo, príncipe de Gales, hijo del rey de Inglaterra Eduardo IV, para volver a ofrecerla a Maximiliano) le aportaron numerosas alianzas, pero ningún apoyo sólido cuando llegó el momento decisivo.

## Campañas
La campaña de 1487 se había saldado con un fracaso relativo para el Ejército real. Éste había comenzado en el mes de marzo por reducir las posesiones de los condes de Dunois en el Poitou, para dirigirse luego hacia Bretaña. Tras haber logrado que se les abriesen las puertas de las plazas fronterizas de Châteaubriant, Vitré, Ancenis y Clisson, el ejército francés tomó Vannes, para provocar luego la desbandada de las milicias bretonas ante Ploërmel. El sitio de Nantes que los franceses habían iniciado, quedó levantado el 6 de agosto de 1487 después de varias semanas de combate, gracias a la intervención de tropas de socorro al mando del conde de Dunois. Mientras se retiraba en forma completamente ordenada, el ejército real francés iba dejando guarniciones militares en Vitré, Saint-Aubin-du-Cormier, Dol y Auray, entre otros lugares.
Alano de Albret, que acababa de recibir una nueva propuesta de matrimonio con Ana, la hija y heredera del duque de Bretaña, envió un ejército de socorro, que fue interceptado por los franceses y derrotado en la batalla de Nontron.
El barón de Rieux se unió al campo del duque de Bretaña, y Vannes fue reconquistada en marzo de 1488. Una nueva campaña se inició en la primavera de 1488, partiendo desde Pouancé. Para dicha campaña, el ejército francés había sido reforzado con mercenarios, así como con artillería manejada por especialistas italianos y suizos, lo que le permitió una fácil conquista de ciudades y castillos, como por ejemplo:
- el 23 de abril, Châteaubriant, tras una semana de sitio;
- el 19 de mayo, Ancenis, con un sitio que empezó la noche del 12 al 13.

Se estableció una tregua a partir del 1 de junio, y con duración establecida hasta el 9 de julio. Desde el día 10, las tropas reales comenzaron el sitio de la importante plaza fortificada de Fougères. El 12, la ciudad estaba completamente rodeada y fue tomada el 19. Las principales plazas que protegían las vías de entrada en Bretaña se encontraban entonces en manos del rey de Francia; el ejército de los conjurados, que acudía a llevar ayuda a Fougères, decide entonces reconquistar Saint-Aubin-du-Cormier, para intentar restablecer un mínimo equilibrio. No obstante, se encuentran allí, inesperadamente, con el ejército real francés, al que suponían en otro lugar.

## Desarrollo de la batalla
El 28 de julio de 1488, el ejército del duque de Bretaña se presenta, completamente desorganizado, ante el del rey de Francia, reuniendo a:
- 6.000 a 7.000 gentilhombres y arqueros bretones, entre ellos Francisco de Rohan (hijo de Juan II) que encontrará la muerte en la batalla;
- 2.500 gascones y bearneses desembarcados en Quimper, acompañados por 1000 aragoneses;
- 700-800 lansquenetes alemanes, parte del pequeño ejército de Maximiliano de Austria;
- 300 ingleses aproximadamente, supervivientes de la emboscada de Dinan;
- los gentilhombres que acompañaban a los príncipes franceses exiliados, con un total de unos 10 500 a 11.500 hombres.

A esta heteróclita composición cabe añadir un mando ciertamente disparatado, del que forman parte Juan IV, mariscal de Rieux, que había sido adversario del duque de Bretaña en 1487, y los príncipes franceses. La artillería bretona comprende unas 700 piezas de todo tipo de calidades (incluyendo las piezas propias de las fortalezas o modelos completamente desfasados), con lo que en el campo de batalla se reveló muy inferior a la francesa.
Estas tropas se enfrentaban con un ejército real formado por 15.000 hombres, entre los que se encontraban 5.000 mercenarios suizos junto con algunos centenares de italianos, al mando de Louis II de la Trémoille. Entre los caballeros que formaban parte del ejército francés había diversos nobles bretones, entre los que cabe destacar al vizconde de Rohan Juan II de Rohan. La artillería real francesa era en ese momento la más poderosa de toda Europa.
Juan IV de Rieux hizo que 1000 bretones se vistiesen con una casaca revestida de fieltro ornado con una cruz roja, casaca propia de los arqueros ingleses.
El ala izquierda del ejército ducal estaba al mando del mariscal de Rieux; el centro, a las órdenes de Alano de Albret, con la artillería a retaguardia (en el flanco derecho durante el combate) y la caballería. Los franceses llegaron al campo de batalla en grupos dispersos, con la vanguardia al mando de Adrien de l'Hospital, el cuerpo principal del ejército comandado por La Trémoille, y la retaguardia a las órdenes del mariscal de Francia Jean de Baudricourt. La batalla se inició con un intercambio de disparos de artillería entre ambos bandos. Los bretones dudaron, pero finalmente no cargaron, sino que esperaron a que los franceses ordenasen sus propias filas. Entonces, los bretones cargaron contra el flanco derecho del ejército real, provocando retrocesos importantes en las filas de éste.
Pero en plena batalla se produce una grieta en el frente bretón: sea debido a la desorganización reinante, sea debido a que el capitán de los lansquenetes no logró contener la desbandada de los mercenarios, dicha grieta fue explotada rápidamente por la artillería francesa, así como por una carga de la caballería italiana al mando de Jacomo Galeotta. Durante la lucha, que duró cuatro horas, quedaron tendidos en el campo de batalla 6.000 bretones y aliados, frente a únicamente 1.500 en el bando francés.

## Consecuencias
Francisco II se vio obligado a aceptar el tratado de Verger, firmado el 19 de agosto de 1488, por el cual el duque se comprometía a alejar del ducado a los príncipes y a todos los extranjeros que hubiesen participado en la guerra contra el rey de Francia; se comprometía a no casar a sus hijas sin consultar a dicho monarca; y las plazas de Saint-Malo, Fougères, Dinan y Saint-Aubin-du-Cormier se entregaban al mismo rey como garantía de que los derechos a la sucesión del ducado le eran reservados en caso de que Francisco II falleciese sin dejar heredero varón.
Los reyes de Francia utilizaron posteriormente las cláusulas de este tratado para obligar a Ana de Bretaña a contraer matrimonio sucesivamente con Carlos VIII y Luis XII.
La batalla de Saint-Aubin-du-Cormier puso fin de un solo golpe a la revuelta de los príncipes: Luis de Orléans, futuro Luis XII de Francia, y el príncipe de Orange fueron hechos prisioneros. Alano de Albret y el mariscal de Rieux lograron escapar y jugaron después un papel importante en los conflictos posteriores. Efectivamente, a pesar de esta victoria y del tratado de Verger, desde finales de 1488 la guerra se reactivó por otros tres años más, hasta que, ya en diciembre de 1491, Carlos VIII contrajo matrimonio con Ana de Bretaña.

## Símbolo nacional bretón
A posteriori, esta batalla ha sido considerada por el nacionalismo bretón como el momento en que tuvo lugar la auténtica pérdida de la independencia de Bretaña, a pesar de que la guerra todavía continuó, como se ha indicado, tres años más; de este modo, la batalla es considerada como uno de los momentos clave de la Historia de Bretaña. Como escribió Léon Le Meur, «La batalla de Saint-Aubin fue el toque de difuntos de la independencia bretona». Algunos nacionalistas bretones, como Célestin Lainé, han hecho que sus cenizas sean aventadas sobre el campo de batalla.
En el año 2000 se presentó un proyecto para crear en el mismo campo de batalla un depósito de residuos urbanos. El proyecto provocó tal movilización popular en toda Bretaña que fue abandonado a toda velocidad.